# Śnietnica
Śnietnica (łemkow. Снітниця) – wieś w Polsce położona w województwie małopolskim, w powiecie gorlickim, w gminie Uście Gorlickie nad Białą dopływem Dunajca.
Wieś biskupstwa krakowskiego w powiecie sądeckim w województwie krakowskim w końcu XVI wieku. Od 1934 do 1954 roku wieś była siedzibą gminy Śnietnica. W latach 1975–1998 miejscowość administracyjnie należała do województwa nowosądeckiego. W 1937 roku z inicjatywy ówczesnego nadleśniczego Karola Stiebera w Śnietnicy wzniesiono Kopiec Marszałka Piłsudskiego. W latach Polski komunistycznej władze usiłowały zniszczyć ten pomnik (m.in. poprzez przesłonięcie go sadzeniem drzew i zniszczeniem obelisku na jego szczycie). W 2018 rozpoczęto renowację kopca.

## Części wsi
| SIMC    | Nazwa      | Rodzaj    |
| ------- | ---------- | --------- |
| 0468281 | Na Rzekach | część wsi |
| 0468298 | Stawiska   | część wsi |
| 0468306 | Za Wodą    | część wsi |

## Zabytki
Obiekty wpisane do rejestru zabytków nieruchomych województwa małopolskiego:
- cerkiew św. Dymitra
  - ogrodzenie z bramką.

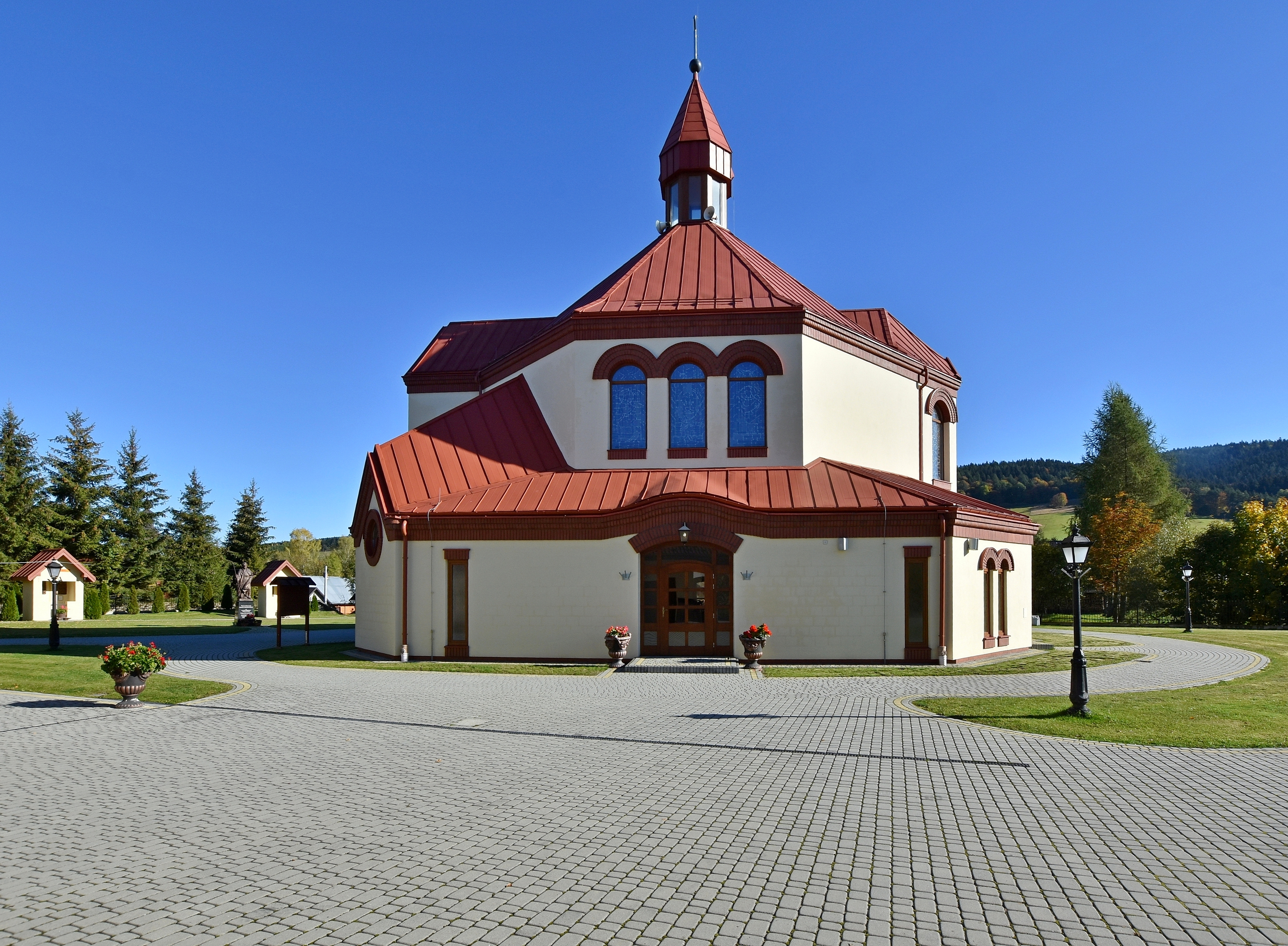
Kościół św. Andrzeja Boboli (nowy)